# Helmut Müller
Helmut Müller fue un diplomático alemán.
- En 1953 entró al Servicio del Exterior.
- De 1957 a 1962 fue consejero de embajada en Londres.
- En septiembre de 1962 fue trasladado al oficio del Presidente Federal.
- En 1965  fue ascendido a ministerial.
- Como jefe de protocol acompañó Heinrich Lübke en sus viajes.
- Del 28 de julio de 1968 al 1974 fue embajador en Acra.
- El 13 de enero de 1972 en Ghana el gobierno civil de Kofi Abrefa Busia fue derrocado  por militares de Ignatius Kutu Acheampong.
- De 1974 dirigió el Departamento de África Oriental y África austral.[3]
- En 1977 fue ascendido al rango de de:Ministerialdirigent y fue nombrado Encargado para África en el Ministerio de Asuntos Exteriores de Alemania, este coordinó desde 1972 los dos departamentos de África.
- El 12 de noviembre de 1976, el Anti-Apartheid-Bewegung publicó acusaciones empresas alemanas estaban involucrados en la producción de armas nucleares y la entrega de equipos militares a Sudáfrica.
- El 28 de enero de 1977 Müller negó ambas acusaciones en una Aide-mémoire.[4]